# Rio della Croce (Giudecca)
Pour les articles homonymes, voir Rio della Croce.

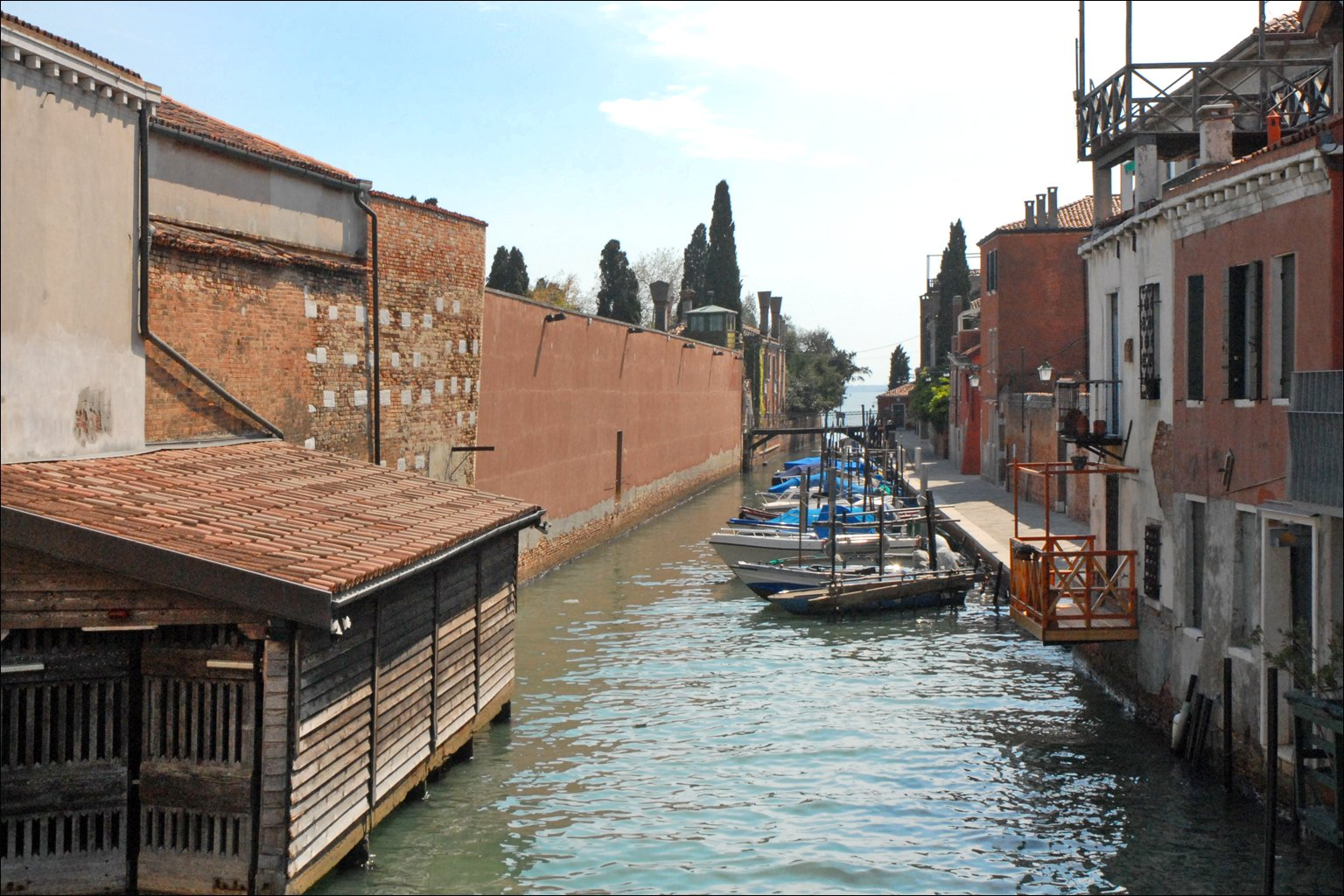
le rio longeant le mur de l'ancienne prison (fermée 2008)

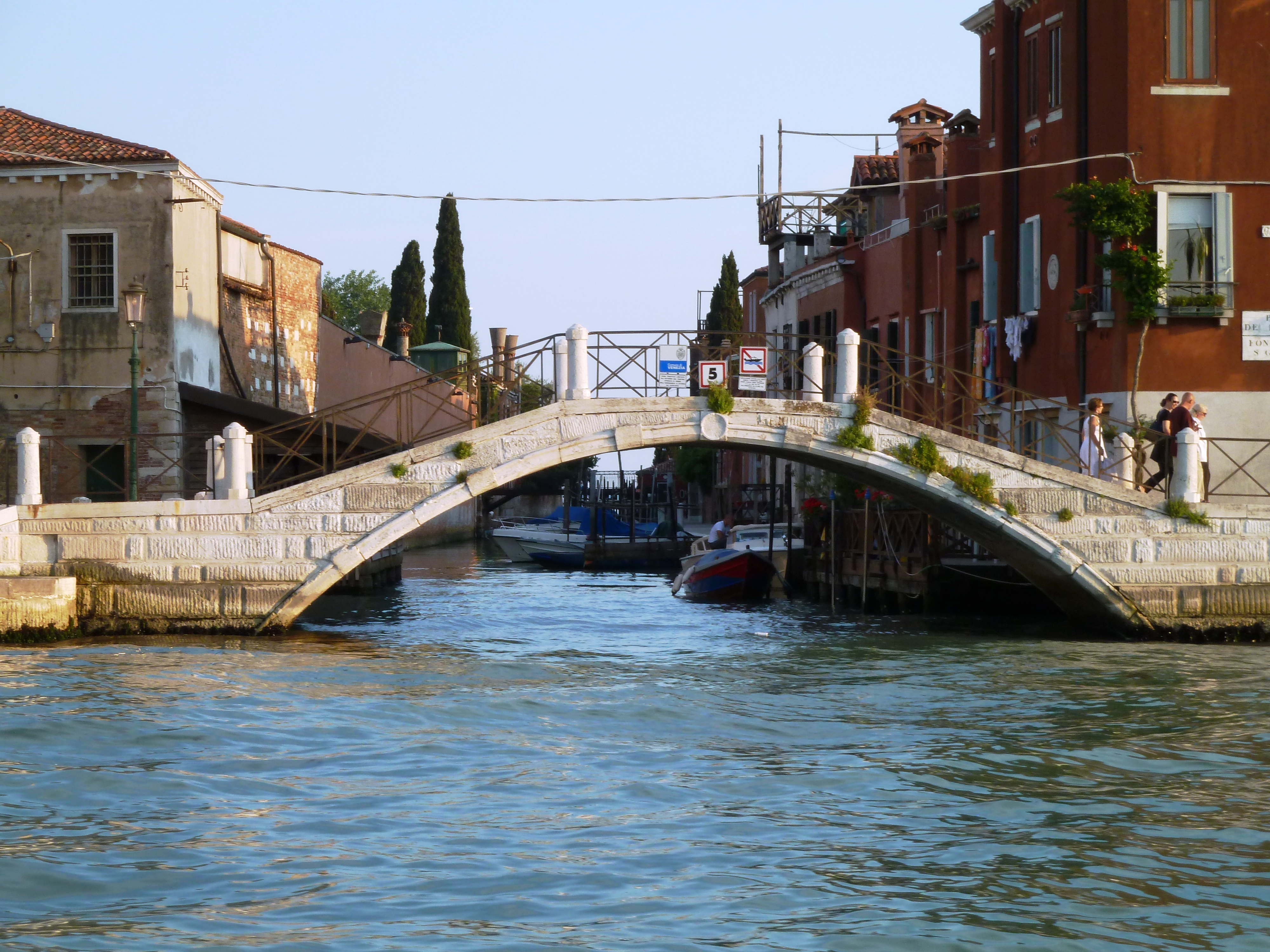
Ponte de la Croce

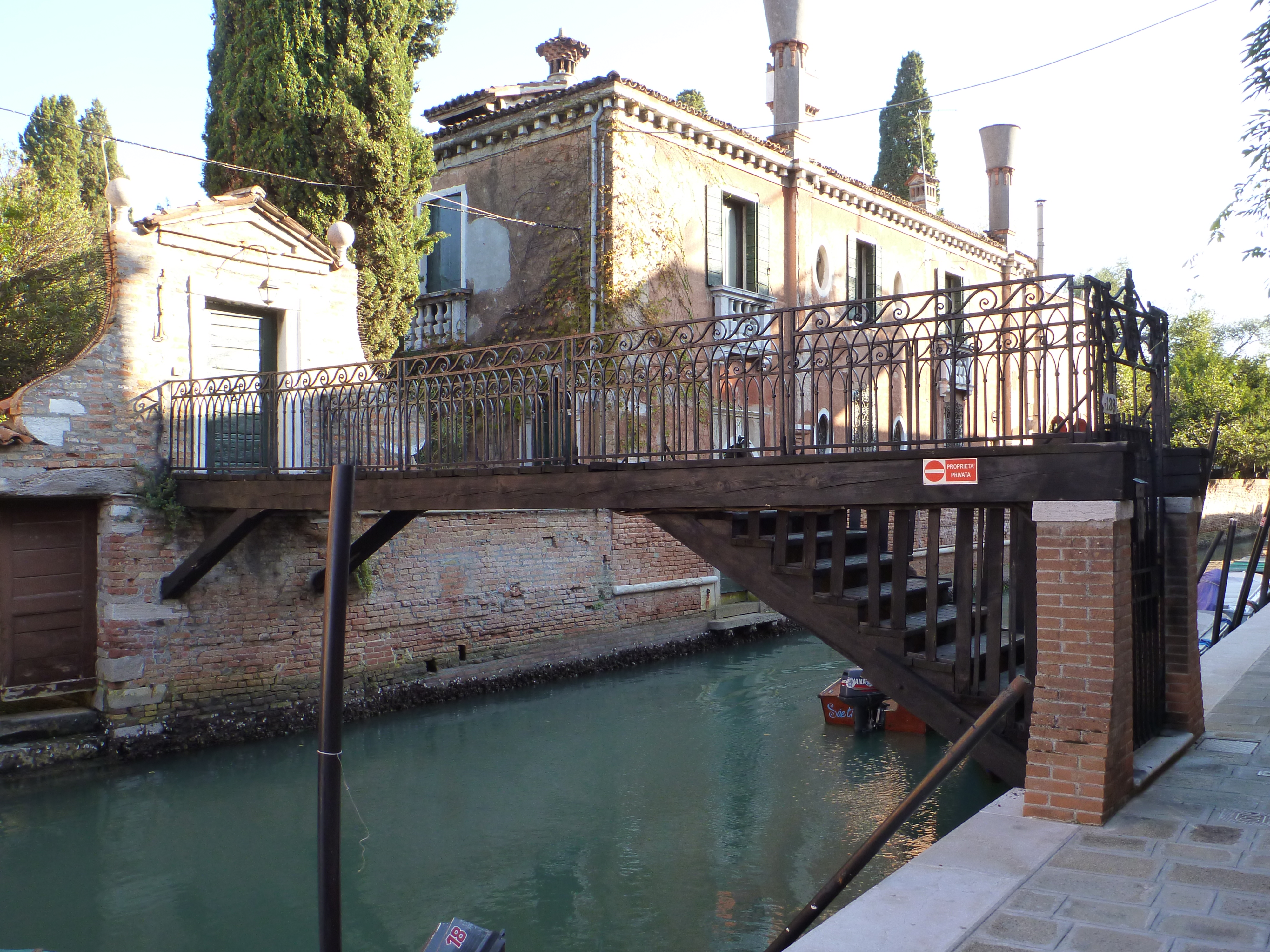
Ponte privé

Le rio della Croce (en vénitien rio de la Croze; canal de la Croix) est un canal de Venise dans l'île de Giudecca dans le sestiere de Dorsoduro.

## Description
Le rio de la Croce a une longueur d'environ 250 mètres. Il traverse Giudecca de nord en sud et se raccorde au Canal de la Giudecca.

## Origine
Un monastère de Bénédictines fut érigé ici sous le nom de Santa Croce, mentionné pour la première fois en 1328. L'église adjacente fut rebâtie en 1508. Le couvent fut supprimé au début du XXe siècle et reconverti en maison de correction et l'église limitée aux usagers du pénitentiaire.

## Situation
- Ce rio longe le fondamenta al Rio de la Croce.

## Ponts
Ce rio est traversé le long du canal de la Giudecca par le ponte de la Croce reliant le fondamenta éponyme et le Fondamenta San Giacomo . Le pont privé du Jardin d'Eden se trouve au milieu du cours du rio.